# KünstlerGärten Weimar

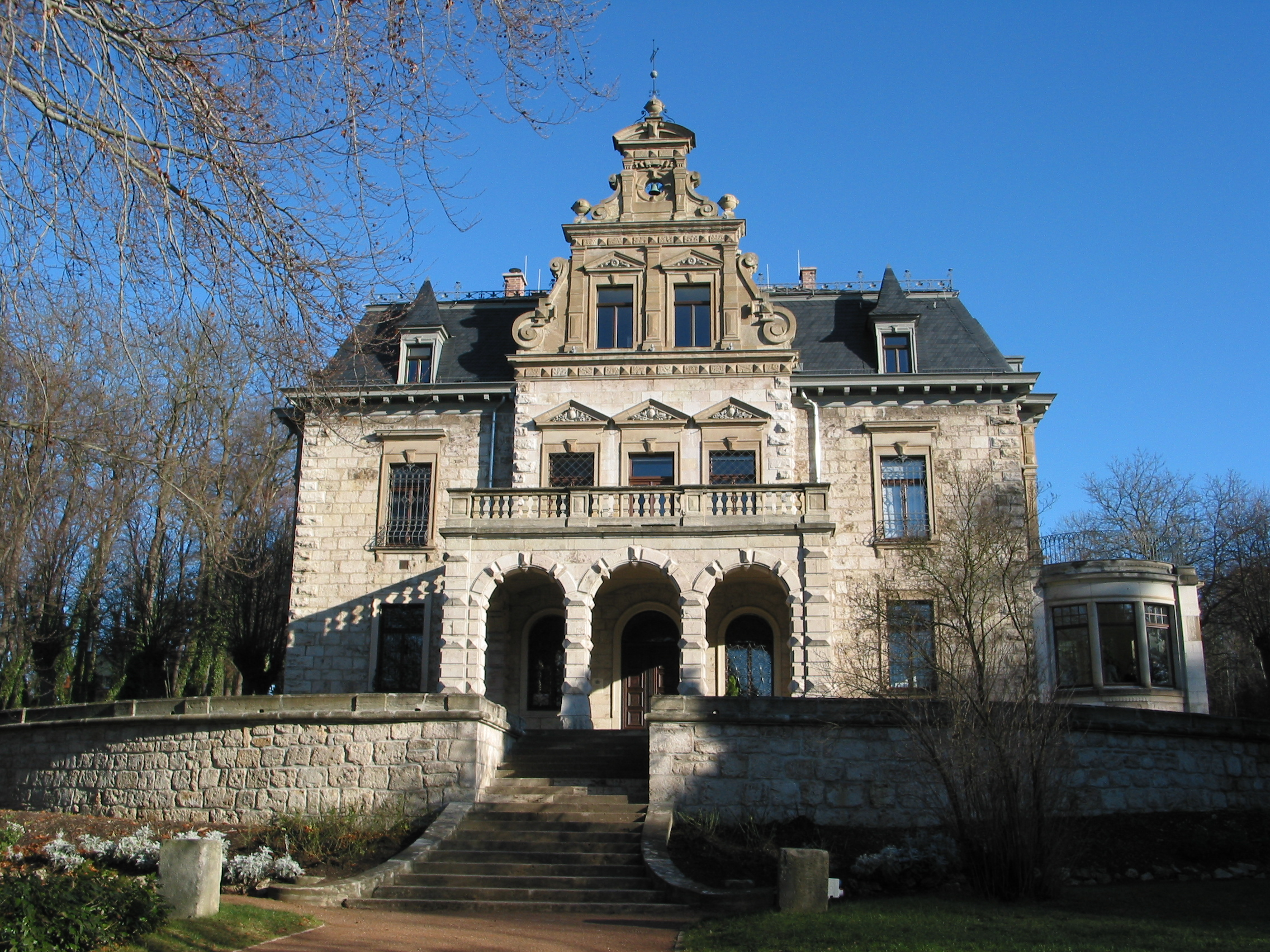
Villa Haar

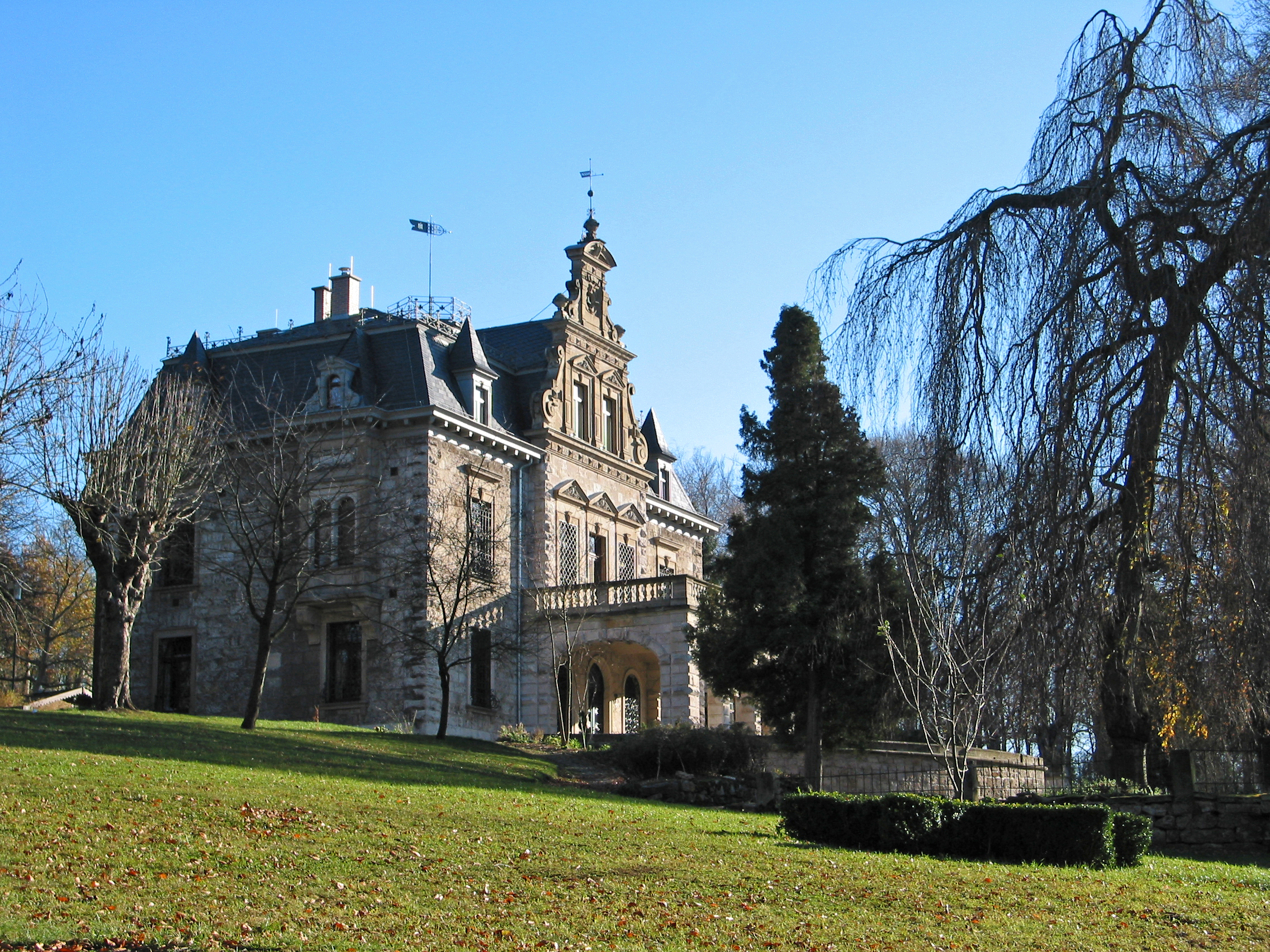
Villa Haar Nordansicht mit einem sternenförmigen Objekt "Apple Maze" von Paula Hayes (USA)

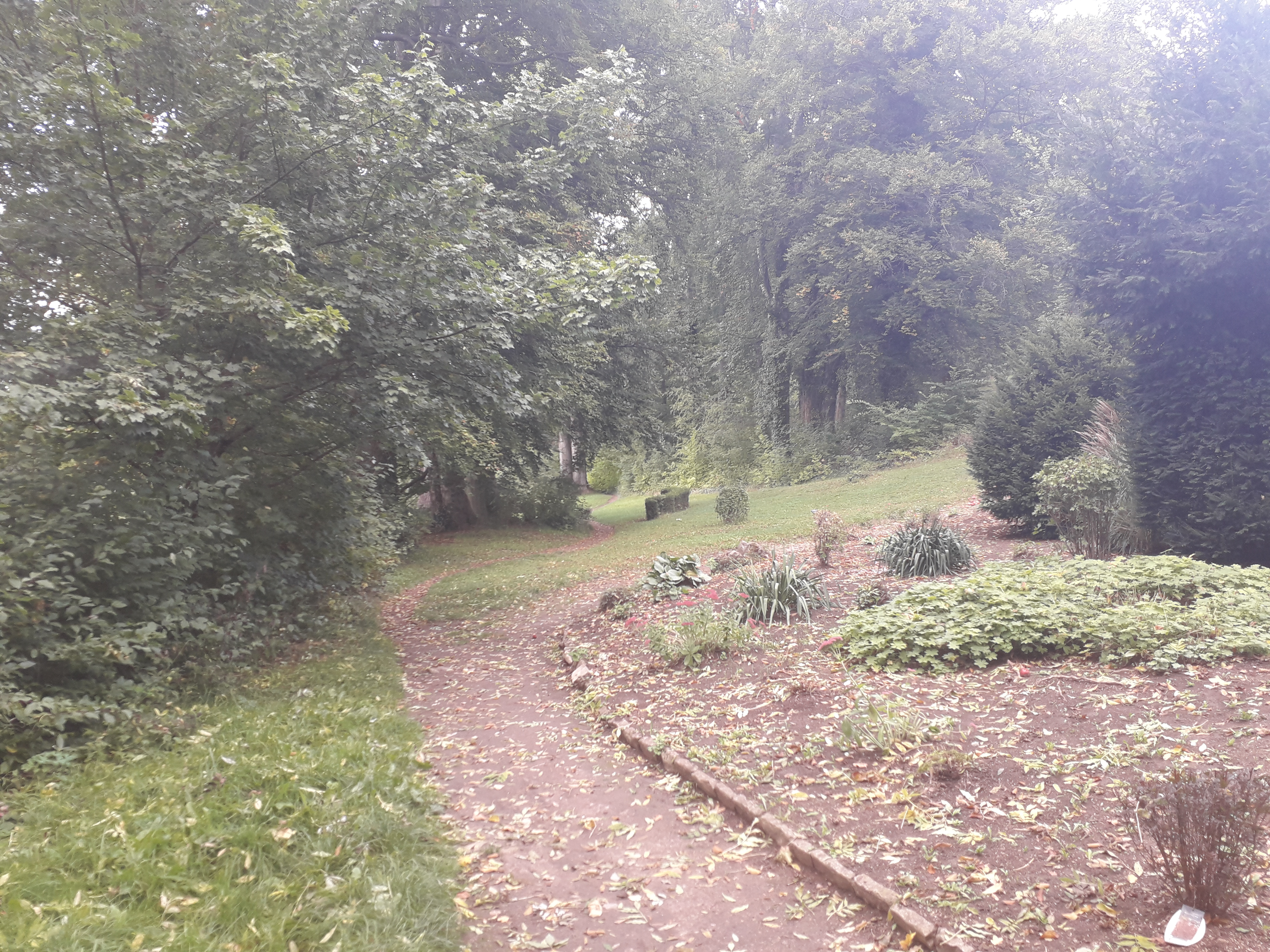
Weg in den KünstlerGärten

Die KünstlerGärten Weimar ist ein 1994 gestartetes Projekt, bei dem die Bepflanzungen selbst die Kunstwerke sind anstelle statuarischer Kunst. 
Es handelt sich um ein konzeptionelles, prozessuales und partizipatorisches Werk als Realisation des umfassenden Forums: „Lebende Pflanzen in der zeitgenössischen Kunst“ (1993–2003). Die lebenden Pflanzen stellen darin ein wichtiges Phänomen zeitgenössischer Kunst dar. Wesentlicher Unterschied zur Kunst aus toter Materie ist die ständige Veränderlichkeit, die nicht nur vom Künstler und seiner Konzeption abhängt, sondern auch von den Eigenschaften der Pflanze selbst, Zufall und Zeit und der Zuwendung durch die Menschen. Es war offizielles Projekt von „Weimar 1999, Kulturstadt Europas“. Angesiedelt war es an der Bauhaus-Universität Weimar. Beteiligt hatten sich 15 Künstler an diesem Projekt. Initiatorin war Barbara Nemitz, die auch darüber publizierte. Sie hat die Professur Freie Kunst inne. Die KünstlerGärten Weimar sind der Konzeptkunst bzw. Natur-Kunst zuzuordnen, nicht im engeren Sinne jedoch der Land Art.
Im Park an der Ilm bereits in der Flur von Oberweimar befindet sich die Villa Haar, deren Gelände bereits einen eigenen Park bildet. Das darunterliegende Gelände ist terrassiert angelegt. In der Mitte der Terrassen befinden sich Zierbrunnen. An den Terrassenmauern sind Wandbecken zu finden. Die Terrassen wurden in die Gestaltung der Freiflächen einbezogen. Zuständig ist die 1990 gegründete Stiftung Dr. Georg Haar.